# Haarlems Dagblad
«Харлемс дахблад» (Haarlems Dagblad - «Харлемская ежедневная газета») - региональная газета общины Харлем Нидерланды. Издаётся с 1883 года, или с 1656 года - если её считать преемником газеты Opregte Haarlemsche Courant.
После прекращения в 2006 году издания бумажной версии газеты Post- och Inrikes Tidningar, берущей своё начало в 1645 году, Haarlems Dagblad стала самой старой газетой в мире, выходящей в бумажной версии (с учётом преемственности от Opregte Haarlemsche Courant).

## История
Газета с названием «Haarlem’s Dagblad» (с апострофом в названии) вышла впервые 11 июля 1883 года, в качестве преемника газеты Haarlemsch Dagblad просуществовавшей до этого только четыре года. Её основателем был Ян Михель Боманс (Jan Michiel Bomans, 1850-1909), дед Готфрида Боманса.
Во время немецкой оккупации Нидерландов во время Второй мировой войны, нацисты настояли на слиянии Haarlem's Dagblad, имеющий на тот момент 16,5 тыс. подписчиков с Харлемской газетой De Oprechte Haerlemse Courant, издававшейся с 1656 года и насчитывающей 13,2 тыс. подписчиков. Объединённая газета вышла под названием Haarlemsche Courant выходила с мая 1942 года по 5 апреля 1945 года.
После войны газета стала называться Haarlems Dagblad (без апострофа в названии), с 13 сентября 1948 года с указанием в названии на то, что газета является преемником Opregte Haarlemsche Courant.
К 1974 году газета достигла своего рекордного тиража в 70 000 экземпляров, и с тех пор тираж только снижается: на 2008 год у газеты было 39 тыс. подписчиков, на 2013 год - 29 тыс.

## Интересные факты
С газетой Haarlem's Dagblad в 1930-х годах сотрудничал иллюстратор В.А. Белкин, рисовал карикатуры на политических деятелей.